# Boletina plana
Boletina plana är en tvåvingeart som först beskrevs av Walker 1856.  Boletina plana ingår i släktet Boletina och familjen svampmyggor. Enligt den finländska rödlistan är arten nära hotad i Finland. Arten är reproducerande i Sverige. Artens livsmiljö är moskogar. Inga underarter finns listade i Catalogue of Life.